# کلمی
شهر کلمی (به فرانسوی: Kelmis) در شهرستان ورویه در استان لیئژ در منطقه فدرال والوون در کشور بلژیک واقع شده‌است. کلمی بین سال‌های ۱۸۱۶ تا ۱۹۲۰ و پیش از پیوستن به بلژیک، پایتخت کشور مورسنت بی‌طرف بود.